# 555
سنة 555 م (بالأرقام الرومانية: DLV) كانت سنة بسيطة تبدأ يوم الجمعة (الرابط يظهر نموذج الجدول الزمني الكامل للسنة) من التقويم اليولياني. بدأت تسمية السنة ب555 منذ العصور الوسطى المبكرة، عندما أصبح تقويم أنو دوميني هو الأسلوب السائد في أوروبا لتسمية السنوات.

## أحداث
حسب المكان
الامبراطورية البيزنطية
استعاد الإمبراطور جستنيان الأول العديد من الأراضي السابقة للإمبراطورية الرومانية الغربية، بما في ذلك إيطاليا ودالماتيا وأفريقيا وجنوب هسبانيا.
زلزال يدمّر مدينة اللاذقية (سوريا الحديثة). [1]
أوروپا
مارس: ملك القوط الغربيين أگيلا يغتاله جنوده في ميريدا بعد هزيمته بالقرب من اشبيلية. غريمه أثاناگيلد يخلفه (حتى 567).
الملك كلوتار الأول يضم أراضي الفرنجة: متز ورنس، بعد وفاة حفيد أخيه ثيودبالد.
بريطانيا
  وفاة الملك إرب من جوينت (في جنوب ويلز)؛ مملكته مقسمة إلى Gwent و Ergyng (تاريخ تقريبي).[2]
فارس
الصيف - الحرب اللاظية: الجيش البيزنطي تحت حكم Bessas تم صده، وأجبر على الانسحاب من Archaeopolis (جورجيا).
تمت دعوة الملك جوباز الثاني لمراقبة حصار القلعة التي يسيطر عليها الفرس، وقتل من قبل هيئة الأركان العسكرية البيزنطية. [3]
آسيا
أسرة ليانغ الصينية: جينغ دي، في عمر الثانية عشر، يخلف أباه يوان دي وأعلن إمبراطورًا من قبل الجنرال تشين باكسيان.
خاقانية روران تنتهي؛ بهزيمتها أمام الگوق‌تورك بقيادة Muqan Qaghan، الذي يوسع حكمه في آسيا الوسطى. جزء من الروران يهاجر غرباً، حيث يـُعرَف باسم الآڤار.
حسب الموضوع
الفنون والعلوم
حول هذا الوقت، كتب المؤرخ جوردانس عدة كتب، بينها De origine actibusque Getarum (أصل وأفعال القوط).
Taliesin، الشاعر البريطاني، يصبح شاعر البلاط للملك Brochwel من Powys (تاريخ تقريبي).
كاسيودوروس يؤسس ڤيڤاريوم.
الدين
7 يونيو - وفاة البابا فيجيليوس في سيراكيوز أثناء رحلته إلى الوطن. تم إحضار جسده إلى روما ودفن في سان مارتينو أي مونتي.
توفي سايبي فلين، رئيس دير هوليهيد، في ديره في قير جيبي (تاريخ تقريبي)

## مواليد
- خديجة بنت خويلد، زوجة النبي محمد.
- Basolus, French Benedictine and hermit (تاريخ تقريبي)
- فاطمة بنت أسد، والدة علي بن أبي طالب (ت 626)
- أبو جهل

## وفيات
- السفاح التغلبي
- فيجيليوس
- 27 يناير - يوان دي، إمبراطور أسرة ليانغ (مواليد 508)
- [4] 7 يونيو - البابا فيجيليوس
- سبتمبر / أكتوبر - Gubazes II ، ملك لازيكا (جورجيا) [5]
- التاريخ الدقيق غير معروف
- هيلير، ناسك من مواليد فلمنكي وقديس جيرسي [6]
- لي ثين باو، إمبراطور فيتنام (مواليد 499) [7]
- ثيوديبالد، ملك أستراسيا [8]
- وانغ سينجبان، جنرال سلالة ليانغ.
- محتمل
- سايبي فيلين، أسقف الكورنيش
- إرب من جوينت، ملك ويلز.